# Santa Maria in Trastevere
Santa Maria in Trastevere (latin Sanctae Mariae trans Tiberim) är en medeltida kyrka i Trastevere i västra Rom. Enligt flera dokument lades grunden redan på 200-talet av påven Calixtus I, som är begravd i kyrkan. Han skall ha uppfört ett oratorium på platsen för en taberna meritoria, ett härbärge för romerska krigsveteraner. Enligt legenden sprang år 39 f.Kr. på denna plats en oljekälla upp ur marken. Denna händelse tolkades av Trasteveres judiska befolkning som ett förebud om den utlovade Messias (”den smorde”) och uppmärksammades av denna anledning även av de första kristna i Rom.

## Byggnadshistoria
Santa Maria in Trastevere är sannolikt Roms första Maria-kyrka. Kyrkan har givit namn åt det torg där den är belägen, Piazza di Santa Maria in Trastevere, som är stadsdelens centrum. Den äldsta gudstjänstlokalen uppfördes på 200-talet och byggdes om till en treskeppig basilika under påven Julius I (337–352). Den utvidgades på 700-talet och försågs på 800-talet med ett förhöjt korparti och krypta av Gregorius IV. Innocentius II, vars familj Papareschi härstammade från Trastevere, lät på 1140-talet bygga om kyrkan från grunden. Vid nybyggnaden använde man sig av granitkolonner och marmorkapitäl från Caracallas termer.

## Exteriör
Kyrkans portik är ett verk av Carlo Fontana 1702. Skulpturerna ovanpå dess balustrad föreställer de tre martyrpåvarna Calixtus, Cornelius och Julius samt martyren Calepodius. Inne i portiken har man i väggen murat in fragment från tidigkristna sarkofager samt rester av kyrkans marmorinredning från 600-talet.

## Interiör
Kyrkan är känd för den välbevarade absidmosaiken från 1200-talet, utförd av Pietro Cavallini. Den framställer Jungfru Marie kröning. I kyrkan finns Mariabilden Madonna di Strada Cupa, utförd av Perino del Vaga på 1500-talet. Mariabildens namn syftar på att den ursprungligen var placerad vid Strada Cupa, ”mörka gatan”, en smal gränd i Trastevere.

## Cappella Avila
Cappella Avila är det femte kapellet i vänster tvärskepp. Det ritades cirka 1680 av Antonio Gherardi och fick en rik barockdräkt. Kapellet får ljus från den innovativa kupolen, i vilken änglar bär upp ett litet rundtempel. Kapellets väggytor är artikulerade med kolonner med joniska festongkapitäl och brutna pediment.

## Bilder

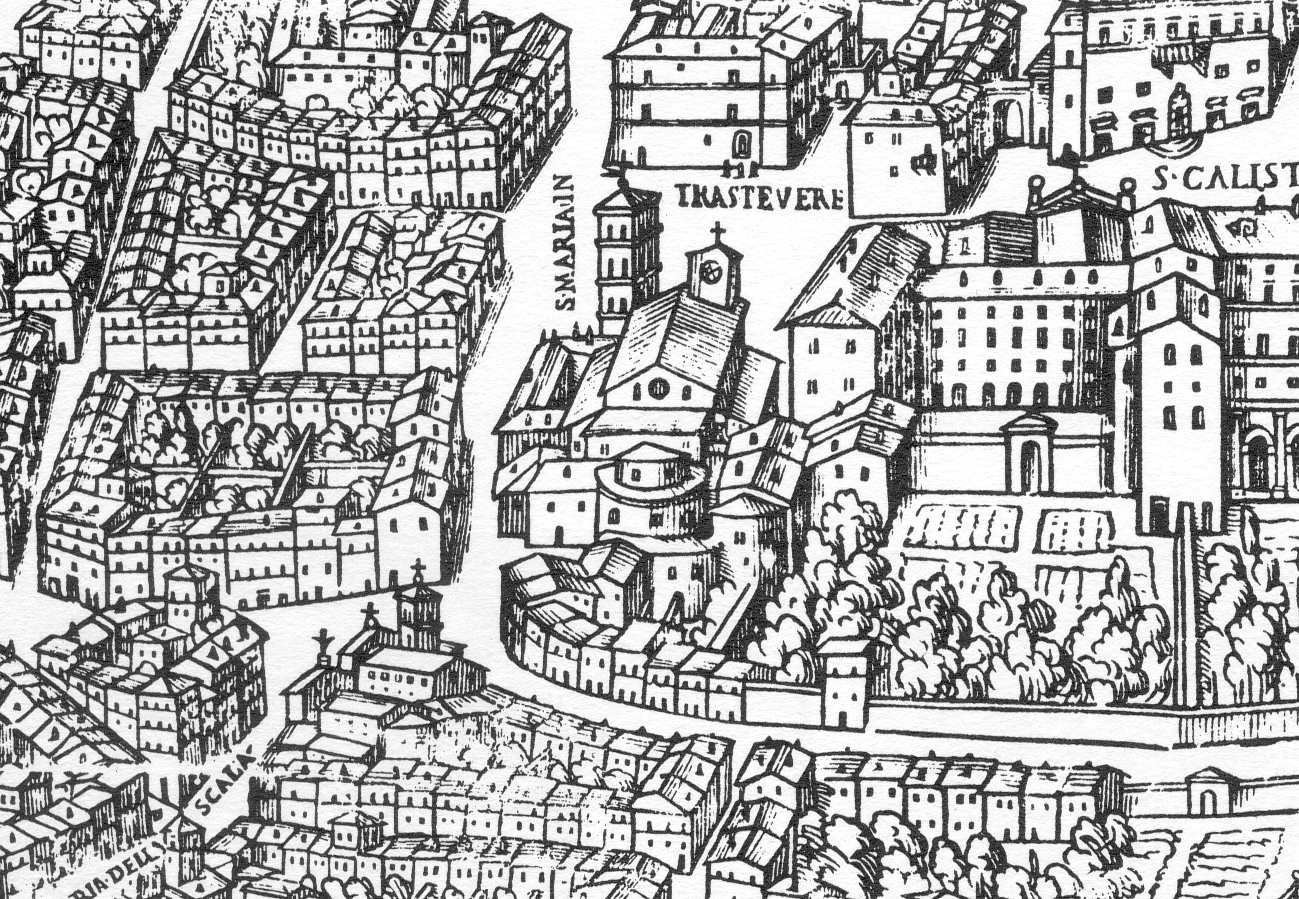
Santa Maria in Trastevere och dess omgivningar på en karta av Giovanni Maggi (1625).
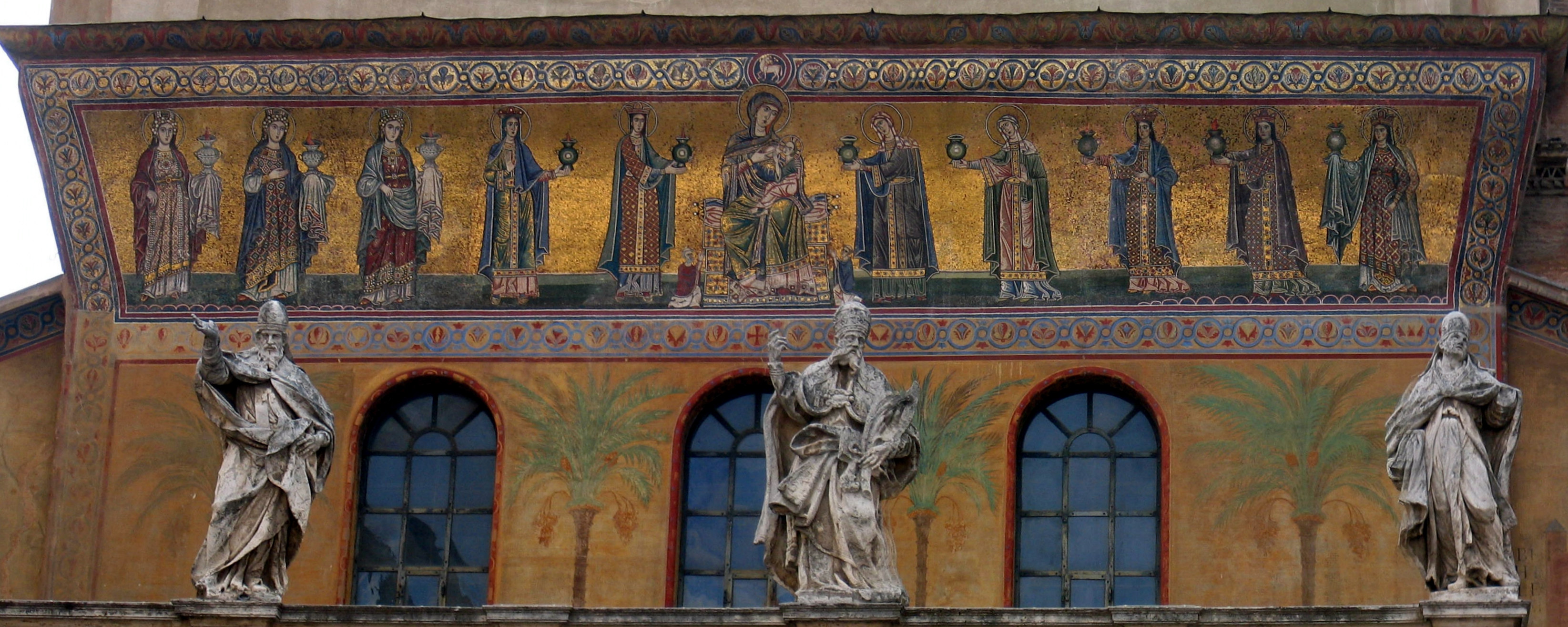
Fasadens mosaik.
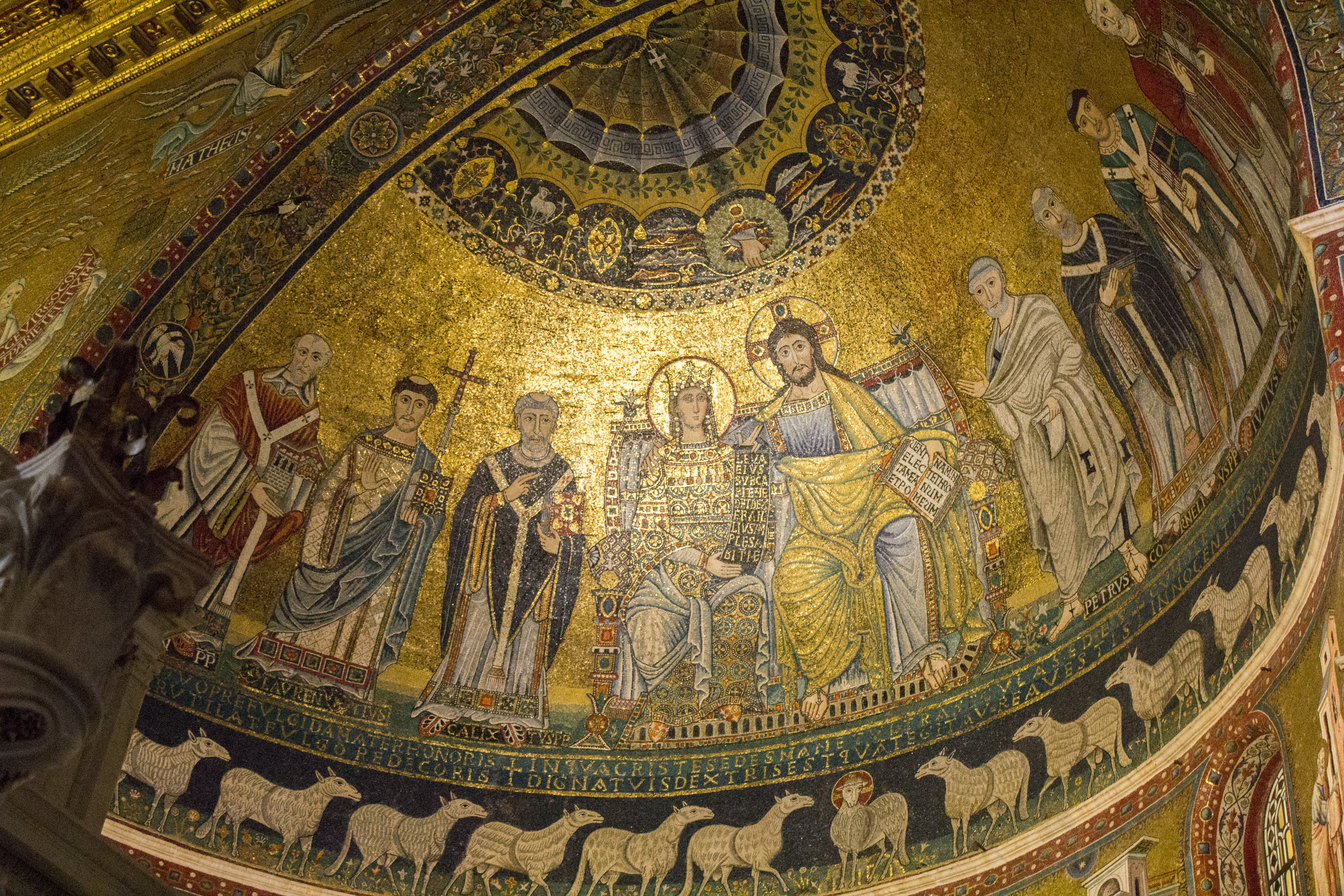
Absidmosaiken.
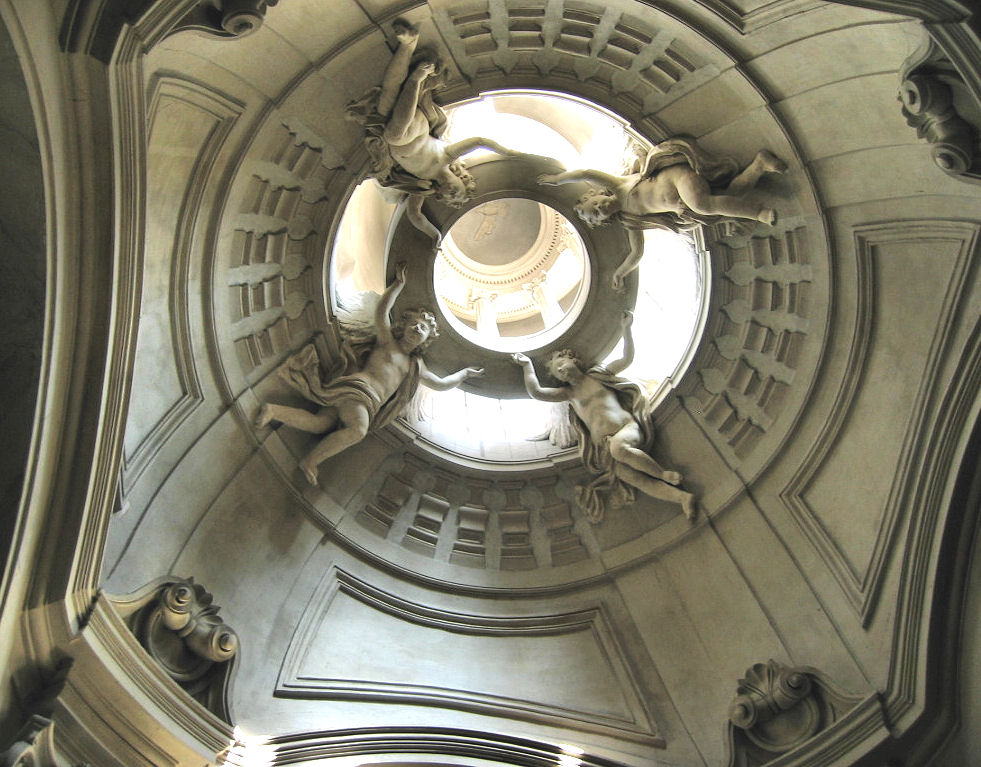
Kupolen av Antonio Gherardi i Cappella Avila.
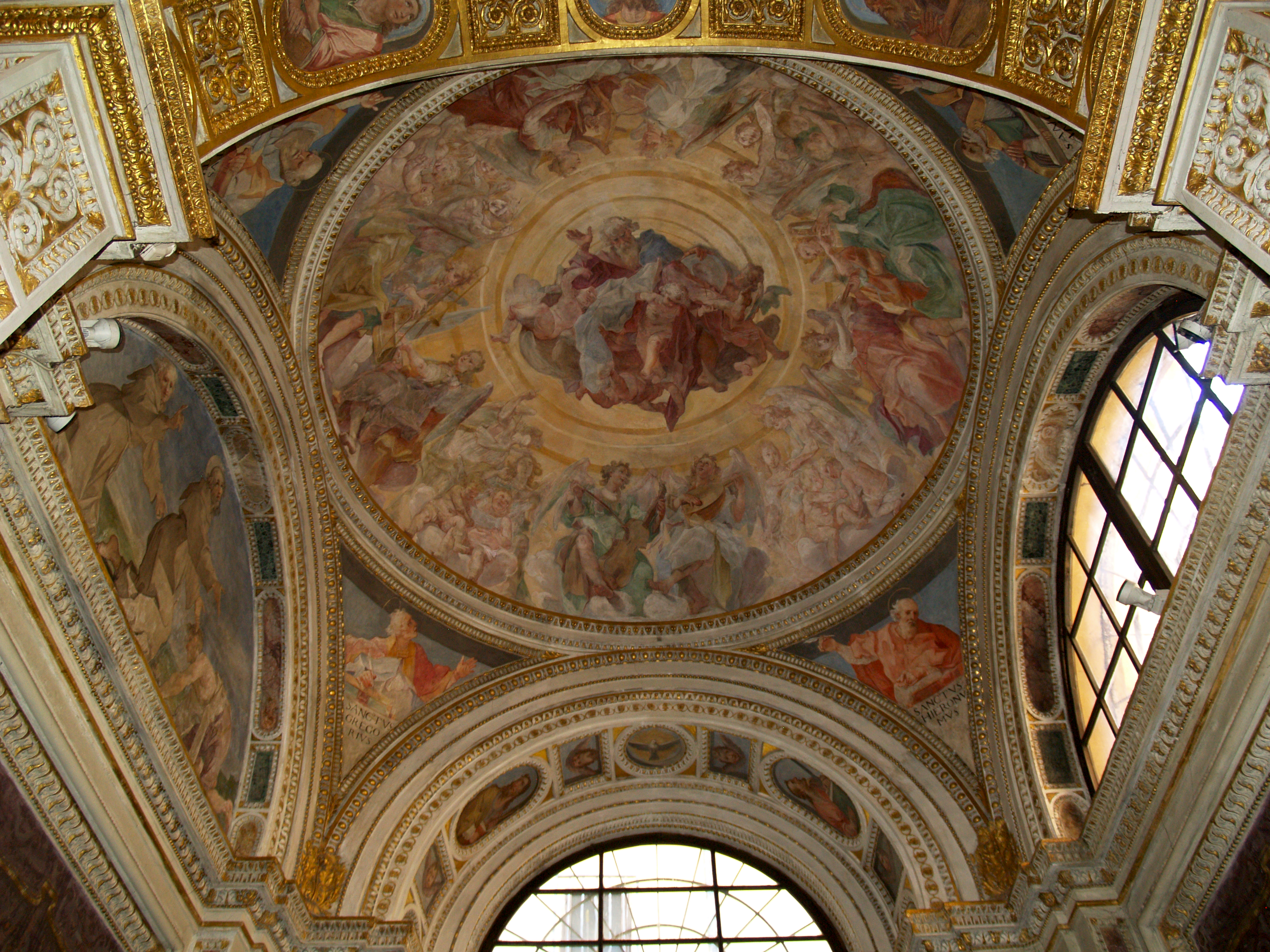
Takfresk föreställande Gud Fadern av Ferraù da Faenza i Cappella di San Francesco.